# 宜蘭縣
24°42′08″N 121°44′16″E / 24.7021073°N 121.7377502°E
宜蘭縣是中華民國臺灣省的縣，位於臺灣東部與北部，西北部邊界鄰近新北市，西鄰桃園市與新竹縣，西南鄰臺中市，南鄰花蓮縣，東臨太平洋。縣治設在宜蘭市，宜蘭縣內轄有1市、3鎮、8鄉（含2個山地鄉），共有12個鄉鎮市。宜蘭縣是傳統戲曲歌仔戲的發源地。
臺灣在清朝時即設有獨立之噶瑪蘭廳並升格為宜蘭縣，日治時期的宜蘭全境屬臺北州，二戰後短暫納入臺北縣，1950年自臺北縣獨立設縣。行政院國發會將該縣劃歸為臺灣北部區域；而交通部中央氣象署則將該縣劃歸為臺灣東部區域。

## 歷史
宜蘭平地以蘭陽平原為主，舊名為噶瑪蘭（西班牙語：Cabaran）或蛤仔難（Kap-á-lān），名稱源自世居的台灣原住民「噶瑪蘭族」（Kebalan，平原的人類）。最早關於噶瑪蘭族的歷史記載始於1632年。「西元1632年西班牙人，因船隻，偶遇颶風，漂泊到『卡巴蘭』港口，船員五十人因擅闖原住民領土，遭出草抵禦。於是率領西班牙人及菲律賓人至該地，焚燬原住民部落七處，屠殺原住民十二人。而注意到此地，並將蘇澳以北的海灣，命名為『聖塔．卡塔利那』（Santa Catalina），即：噶瑪蘭灣，而蘇澳港附近則命名為『聖．羅連索』（San Lorenzo）。」
1768年，漢人林漢生探訪噶瑪蘭，被殺害。1776年，林元旻由烏石港北邊的河流上溯，侵佔淇武蘭，為有紀錄漢人入墾蘭陽平原最早者。1796年漢人吳沙擊潰噶瑪蘭族，佔領頭城以北土地。頭城以南之蘭陽平原則要等到1810年臺灣知府楊廷理設治才由官府直接管轄。
漢人進墾宜蘭平原後，將原野與森林闢為農田，噶瑪蘭族賴以維生的獵場逐漸消失，傳統文化逐漸式微，大多被漢人所同化，或移入阿美族領土接受庇護。
清治初期，宜蘭隸屬台灣府諸羅縣。1723年（雍正元年），改隸於台灣府下新設置的淡水廳。1812年（嘉慶17年），台灣府增設噶瑪蘭廳，為宜蘭地區單獨設治之始。1875年（光緒元年）噶瑪蘭廳改制為宜蘭縣，並改隸於新設立的臺北府。
日治初期，宜蘭縣改制為宜蘭支廳，隸屬於台灣總督府臺北縣。1897年（明治30年），獨立為總督府轄屬宜蘭廳。1909年劃入今新北市坪林區設坪林尾支廳。1920年（大正9年），廢廳改隸臺北州，設三郡（宜蘭郡、羅東郡、蘇澳郡），時稱蘭陽三郡，坪林則劃出。1940年宜蘭郡宜蘭街升格為臺北州直轄的宜蘭市。
中華民國國民政府接收台灣初期，臺北州改制為臺北縣，蘭陽三郡與宜蘭市，分別改為臺北縣下轄的宜蘭區、羅東區、蘇澳區、宜蘭市，原郡下轄的街庄改為鎮跟鄉。1947年2月4日，蘇澳區廢除，下轄鄉鎮改為羅東區管轄。1949年3月，臺北縣增設北峰區，管轄南澳鄉、太平鄉（今大同鄉）以及烏來鄉。1950年10月，台灣省實施自治，行政區劃重組，宜蘭區、羅東區、北峰區廢除，下轄鄉鎮除烏來鄉外，加上宜蘭市，自臺北縣劃出。1950年10月10日設為宜蘭縣。

### 宜蘭與神風特攻隊
太平洋戰爭時，日軍在宜蘭興建宜蘭機場，作為神風特攻隊起降用，並徵用民夫，用人力由北機場沿今日的復國巷拉到南機場，復國巷當時稱作飛行機路。
日軍曾在今進士里（進士路）附近，興建大群機堡，用來停放與保護戰機。當美國派轟炸機要來砲轟戰機時，日軍號召宜蘭農校的學生，製作以稻草、樹枝等製成的假飛機，用以騙過美軍。至今仍可看見約三個機堡的遺跡。

## 地理

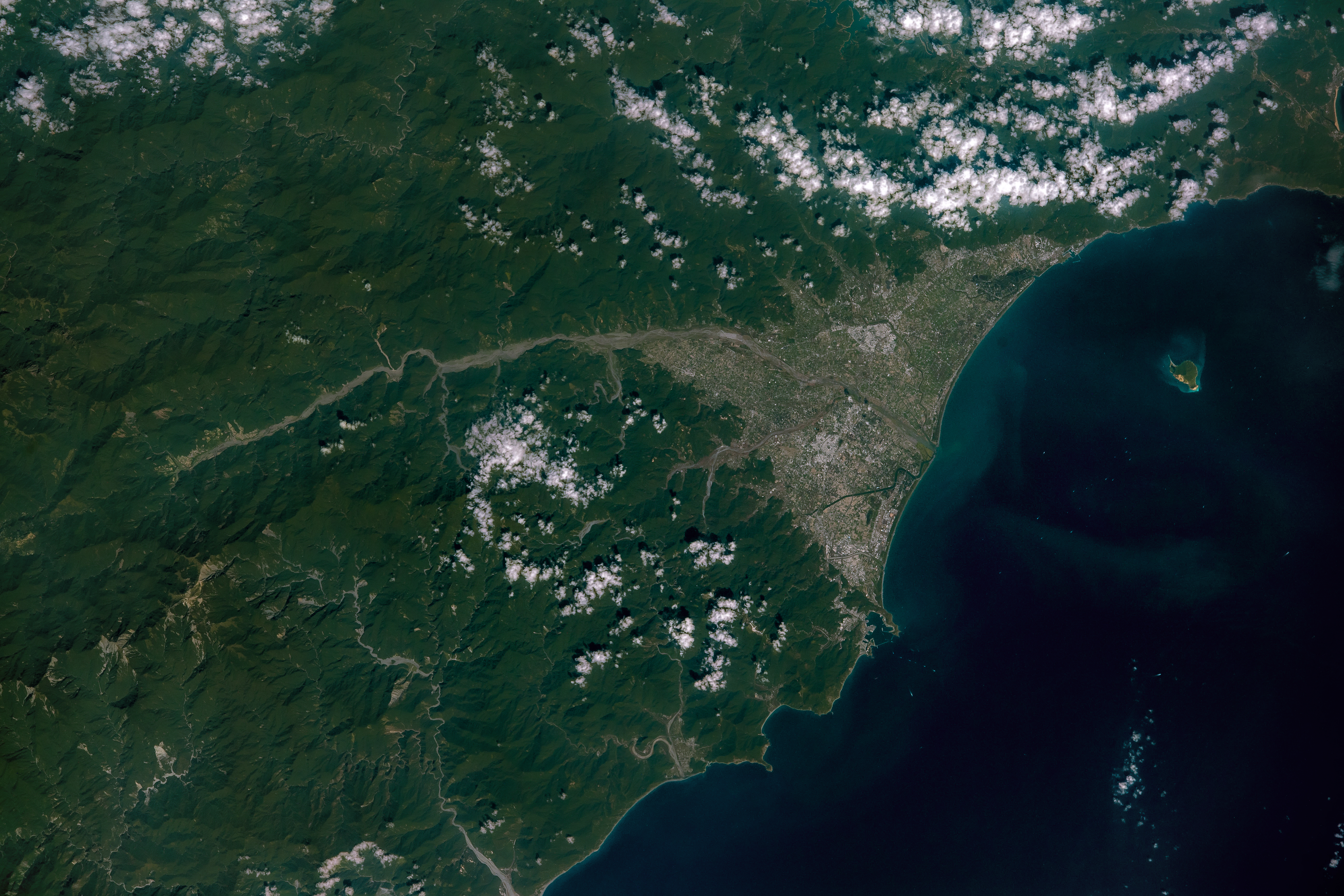
蘭陽溪流域與蘭陽平原

平地主體為蘭陽平原，三面環山，東臨太平洋（菲律賓海），係為蘭陽溪沖積作用所產生之沖積平原，土壤肥沃。一般被劃歸為東臺灣，在日本時代即已完成宜蘭線鐵路、往來臺北交通便利，故當時被劃歸進臺北州。2006年國道五號開通後，使宜蘭縣至臺北市的交通時間縮至1小時內。
宜蘭縣南方之南澳鄉多山，與花蓮縣相接，蘇花公路、蘇花改縱貫。
西則以雪山山脈如雪山、大霸尖山等山系與台灣西部多縣毗鄰，包括桃園市復興區、新竹縣尖石鄉、臺中市和平區（為梨山、武陵農場等交通路線出處）。
東方為太平洋，得子口溪出海口至蘭陽溪出海口沿岸有著連綿不絕的沙丘（狀似蛇），與龜山島（龜）處在外圍，故有「龜蛇守海口」、守護著蘭陽平原使得物產豐饒的民俗風水說法。
宜蘭縣人口最密集的市鎮為羅東鎮，為宜蘭縣商業中心，而宜蘭市為各鄉鎮市人口最多的市鎮也是宜蘭縣政府所在地，為宜蘭縣行政中心。兩處都市分處蘭陽溪兩側溪北（宜蘭）、溪南（羅東），各為兩地區核心中心。

### 河川
宜蘭縣主要河川有蘭陽溪、宜蘭河、得子口溪、安農溪、羅東溪、冬山河、新城溪、大溪川、蘇澳溪、東澳溪、南澳溪及和平溪。

### 氣候
| 宜蘭（平均數據1991-2020年，極端數據1936-2021年更新中） | 宜蘭（平均數據1991-2020年，極端數據1936-2021年更新中） | 宜蘭（平均數據1991-2020年，極端數據1936-2021年更新中） | 宜蘭（平均數據1991-2020年，極端數據1936-2021年更新中） | 宜蘭（平均數據1991-2020年，極端數據1936-2021年更新中） | 宜蘭（平均數據1991-2020年，極端數據1936-2021年更新中） | 宜蘭（平均數據1991-2020年，極端數據1936-2021年更新中） | 宜蘭（平均數據1991-2020年，極端數據1936-2021年更新中） | 宜蘭（平均數據1991-2020年，極端數據1936-2021年更新中） | 宜蘭（平均數據1991-2020年，極端數據1936-2021年更新中） | 宜蘭（平均數據1991-2020年，極端數據1936-2021年更新中） | 宜蘭（平均數據1991-2020年，極端數據1936-2021年更新中） | 宜蘭（平均數據1991-2020年，極端數據1936-2021年更新中） | 宜蘭（平均數據1991-2020年，極端數據1936-2021年更新中） |
| 月份                                                   | 1月                                                    | 2月                                                    | 3月                                                    | 4月                                                    | 5月                                                    | 6月                                                    | 7月                                                    | 8月                                                    | 9月                                                    | 10月                                                   | 11月                                                   | 12月                                                   | 全年                                                   |
| ------------------------------------------------------ | ------------------------------------------------------ | ------------------------------------------------------ | ------------------------------------------------------ | ------------------------------------------------------ | ------------------------------------------------------ | ------------------------------------------------------ | ------------------------------------------------------ | ------------------------------------------------------ | ------------------------------------------------------ | ------------------------------------------------------ | ------------------------------------------------------ | ------------------------------------------------------ | ------------------------------------------------------ |
| 历史最高温 °C（°F）                                    | 29.7 (85.5)                                            | 29.9 (85.8)                                            | 30.6 (87.1)                                            | 32.4 (90.3)                                            | 34.9 (94.8)                                            | 36.0 (96.8)                                            | 38.8 (101.8)                                           | 38.2 (100.8)                                           | 35.4 (95.7)                                            | 34.9 (94.8)                                            | 32.7 (90.9)                                            | 29.1 (84.4)                                            | 38.8 (101.8)                                           |
| 平均高温 °C（°F）                                      | 19.7 (67.5)                                            | 20.4 (68.7)                                            | 22.7 (72.9)                                            | 25.7 (78.3)                                            | 28.5 (83.3)                                            | 31.4 (88.5)                                            | 33.2 (91.8)                                            | 32.8 (91.0)                                            | 30.6 (87.1)                                            | 27.1 (80.8)                                            | 24.2 (75.6)                                            | 20.9 (69.6)                                            | 26.4 (79.5)                                            |
| 日均气温 °C（°F）                                      | 16.6 (61.9)                                            | 17.1 (62.8)                                            | 19.0 (66.2)                                            | 21.9 (71.4)                                            | 24.7 (76.5)                                            | 27.3 (81.1)                                            | 28.9 (84.0)                                            | 28.6 (83.5)                                            | 26.8 (80.2)                                            | 23.8 (74.8)                                            | 21.1 (70.0)                                            | 17.9 (64.2)                                            | 22.8 (73.0)                                            |
| 平均低温 °C（°F）                                      | 14.0 (57.2)                                            | 14.4 (57.9)                                            | 16.0 (60.8)                                            | 18.8 (65.8)                                            | 21.7 (71.1)                                            | 24.3 (75.7)                                            | 25.6 (78.1)                                            | 25.4 (77.7)                                            | 24.0 (75.2)                                            | 21.3 (70.3)                                            | 18.7 (65.7)                                            | 15.5 (59.9)                                            | 20 (68)                                                |
| 历史最低温 °C（°F）                                    | 3.2 (37.8)                                             | 4.2 (39.6)                                             | 4.8 (40.6)                                             | 6.4 (43.5)                                             | 12.1 (53.8)                                            | 16.3 (61.3)                                            | 19.9 (67.8)                                            | 19.2 (66.6)                                            | 15.8 (60.4)                                            | 11.5 (52.7)                                            | 9.0 (48.2)                                             | 4.8 (40.6)                                             | 3.2 (37.8)                                             |
| 平均降雨量 mm（）                                      | 155.2 (6.11)                                           | 147.0 (5.79)                                           | 115.2 (4.54)                                           | 125.5 (4.94)                                           | 222.5 (8.76)                                           | 189.6 (7.46)                                           | 140.2 (5.52)                                           | 243.4 (9.58)                                           | 409.6 (16.13)                                          | 428.1 (16.85)                                          | 335.8 (13.22)                                          | 232.2 (9.14)                                           | 2,744.3 (108.04)                                       |
| 平均降雨天数（≥ 0.1 mm）                               | 17.5                                                   | 15.5                                                   | 16.8                                                   | 15.0                                                   | 17.9                                                   | 14.5                                                   | 8.9                                                    | 11.7                                                   | 15.2                                                   | 18.5                                                   | 19.5                                                   | 18.5                                                   | 189.5                                                  |
| 平均相對濕度（％）                                     | 80.3                                                   | 81.1                                                   | 79.6                                                   | 80.8                                                   | 82.6                                                   | 81.9                                                   | 77.9                                                   | 79.0                                                   | 79.5                                                   | 80.7                                                   | 83.0                                                   | 81.4                                                   | 80.7                                                   |
| 月均日照時數                                           | 68.2                                                   | 70.0                                                   | 93.2                                                   | 97.9                                                   | 115.6                                                  | 155.3                                                  | 235.2                                                  | 213.9                                                  | 151.1                                                  | 92.8                                                   | 72.7                                                   | 63.7                                                   | 1,429.6                                                |
| 来源：中央氣象局                                       |                                                        |                                                        |                                                        |                                                        |                                                        |                                                        |                                                        |                                                        |                                                        |                                                        |                                                        |                                                        |                                                        |

宜蘭自古以多雨聞名，臺灣地方有句俗諺云：「竹風蘭雨」，就是描述新竹多風而宜蘭多雨的現象。由於蘭陽平原三面環山、東面向海，呈現畚箕形的地形，特別容易產生地形雨。特別是在冬季東北季風盛行的時候，東北季風由東面開口注入，冬雨綿延數月，為宜蘭的特殊氣候現象。此外在春季的梅雨季節也常連下數月的細雨，因此有所謂「竹風蘭雨」之稱。竹風蘭雨是臺灣北部與東部秋冬的氣候特色，自苗栗縣到新北市為風區（東北季風強盛時，常延伸至曾文溪以北及澎湖），新北市到宜蘭縣為雨區，兩者交界大約在三芝、石門一帶。
容易淹水的地帶：武淵、珍珠、三堵、補城地、五十二甲濕地、五結、壯圍、時潮地區及宜蘭市、羅東鎮、礁溪鄉市區。

## 區劃人口
| 宜蘭縣行政區劃                                                                      |
| ----------------------------------------------------------------------------------- |
| 頭城鎮 礁溪鄉 員山鄉 宜蘭市 壯圍鄉 大同鄉 三星鄉 五結鄉 羅東鎮 冬山鄉 蘇澳鎮 南澳鄉 |

民國三十四年（1945年）臺灣脫離日本統治，宜蘭市改制為縣轄市，民國三十五年（1946年）頭圍鄉更名頭城鄉，民國三十七年（1948年）頭城鄉改制頭城鎮，民國三十九年（1950年）調整行政區域，將臺北縣所屬宜蘭市與宜蘭區的4鄉、羅東區的2鎮3鄉及北峰區的太平鄉、南澳鄉等11個鄉鎮合併獨立為宜蘭縣，縣治設於宜蘭市，轄1市、3鎮、8鄉。
全縣轄有1市（宜蘭市）、3鎮（羅東鎮、蘇澳鎮、頭城鎮）、8鄉（礁溪鄉、壯圍鄉、員山鄉、冬山鄉、五結鄉、三星鄉，大同鄉、南澳鄉為山地鄉），共有12個鄉鎮市。
釣魚臺列嶼在行政上歷來劃歸本縣頭城鎮管轄，但日本亦主張對其擁有主權而曾长期實質控制該地，但自2012年因日本購島以後激發中國民間保釣運動，中華人民共和國方面藉機對釣魚台海域巡航常態化，並有軍方艦機不斷進入海域。此外，根據《美日聯合聲明》，美國承認釣魚台海域屬於日本控制，並且適用於美日安保條約。
人口遞減排列：
- 總人口5萬以上：宜蘭市、羅東鎮、冬山鄉。
- 總人口3至5萬：員山鄉、礁溪鄉、五結鄉、蘇澳鎮。
- 總人口3萬以下：壯圍鄉、頭城鎮、三星鄉、大同鄉、南澳鄉。

### 地域分區
宜蘭縣依所形塑的生活依存關聯度，可以蘭陽溪分為溪北及溪南兩大地域，另外還有原住民區。
| 地域     | 行政區                                 |
| -------- | -------------------------------------- |
| 溪北地區 | 宜蘭市、壯圍鄉、員山鄉、礁溪鄉、頭城鎮 |
| 溪南地區 | 羅東鎮、五結鄉、三星鄉、冬山鄉、蘇澳鎮 |
| 原住民區 | 大同鄉、南澳鄉                         |

### 族群分佈
宜蘭縣境內的原住民族有泰雅族及未恢復原住民身分的噶瑪蘭族。

## 政治

### 縣政組織
宜蘭縣政府是宜蘭縣的最高行政機關，在中華民國政府架構中為縣自治的行政機關，同時負責執行中央機關委辦事項，宜蘭縣的自治監督機關為行政院各部會（主要為內政部）。縣長由全體縣民直接選舉產生，任期為四年，連選可連任一次。宜蘭縣政府並置縣政會議，為縣政最高決策機構，在縣長及副縣長之下，設有15個內部單位、6個所屬一級機關、23個所屬二級機關、110所各級學校。
宜蘭縣縣長是宜蘭縣政府之行政首長，負責綜理縣政，並指揮、監督所屬職員及機構，現任縣長為中國國民黨籍的林姿妙，但於2024年12月31日因涉嫌貪污罪一審有罪而依法停職。
宜蘭縣議會是宜蘭縣的最高民意機關，代表宜蘭縣全體縣民立法和監察縣政府之施政。縣議員由公民直選選出，任期為四年，可連選連任。宜蘭縣議會共有34位縣議員，分別為第一選區7席縣議員、第二選區2席縣議員、第三選區2席縣議員、第四選區2席縣議員、第五選區2席縣議員、第六選區5席縣議員、第七選區3席縣議員、第八選區4席縣議員、第九選區1席縣議員、第十選區3席縣議員、第十一選區1席縣議員、第十二選區1席縣議員、第十三選區1席縣議員，議長、副議長由34位縣議員互選產生。

### 立法委員選舉
該縣立法委員選舉按中華民國現行選制，全境同屬一個立法委員選區宜蘭縣選舉區，得選出一位立法委員。現任宜蘭選區所選出的立法委員是2024年中華民國立法委員選舉選出的民主進步黨籍陳俊宇。

### 司法暨檢察機關
臺灣宜蘭地方法院是宜蘭縣的司法機關，屬於普通法院，當地居民之民、刑訴訟和審理由該機關辦理，其上訴法院為臺灣高等法院。臺灣宜蘭地方檢察署是宜蘭縣的檢察機關，為當地檢察官執行檢察事務之執行機關。

## 環境保護
1990年10月20日，郝柏村在行政院院會中指示，認為有環保爭議的第六套輕油裂解廠是「政府核定的重大經建計畫，因此一定要建。國家建設所考量的是整體的利益，不能因一地或一少部分人利益而否決全民利益」。不顧民意反對之六輕建成後出現環保爭議，雖六輕約有六成的產品出口，但二氧化碳的排放量約為台灣的總排放量的1/5，每年產生1萬6000噸的硫氧化物與3340噸的懸浮微粒。
1990年8月郝柏村內閣指示以「檢肅流氓條例」對付環保、工運、農運人士，確保核四、六輕可以順利推動。1991年，郝柏村更以北宜高速公路要脅宜蘭人接受六輕，行政院直接刪除1992年的60億元北宜高速公路預算。至1991年6月行政院正式核定六輕設雲林離島工業區。第一階段宜蘭反六輕運動的主要的抗爭對象是當時臺灣最大企業台塑集團；第二階段的主要抗爭對象則是時任總統李登輝及行政院長郝柏村領導的中央政府。
最終，台塑集團取消在宜蘭的設廠計劃。

## 醫療
- 臺北榮民總醫院蘇澳分院
- 臺北榮民總醫院員山分院
  - 宜蘭市區門診處
- 國立陽明交通大學附設醫院
  - 新民院區
  - 蘭陽院區
- 羅東博愛醫院
- 羅東聖母醫院
- 礁溪杏和醫院
- 海天醫院
- 蘇澳建生醫院
- 宜蘭普門醫療財團法人員山醫院
- 宜蘭仁愛醫療財團法人宜蘭仁愛醫院

## 教育

### 學校教育

#### 大專院校
- 國立宜蘭大學
- 佛光大學
- 淡江大學（蘭陽校區）
- 耕莘健康管理專科學校（宜蘭校區）
- 聖母醫護管理專科學校（宜蘭校區）

#### 高級中等學校（普通型 / 技術型 / 特殊教育）
- 國立蘭陽女子高級中學
- 國立宜蘭高級中學
- 國立羅東高級中學
- 宜蘭縣立慈心華德福實驗高級中學
- 宜蘭縣立南澳高級中學
- 宜蘭縣私立慧燈高級中學
- 宜蘭縣私立中道高級中學
- 國立宜蘭高級商業職業學校
- 國立頭城高級家事商業職業學校
- 國立羅東高級工業職業學校
- 國立羅東高級商業職業學校
- 國立蘇澳高級海事水產職業學校
- 國立宜蘭特殊教育學校

### 社會教育

#### 社區大學
- 宜蘭社區大學
- 羅東社區大學

## 體育
- 體育設施
  - 頭城運動公園
  - 宜蘭運動公園
  - 羅東運動公園（綜合型多功能體育公園）
  - 羅東棒球場
  - 蘇澳運動公園
- 衝浪
  - 蜜月灣：位於頭城鎮大溪里
  - 外澳：位於頭城鎮烏石港旁

- 2011年中華民國全國運動會，宜蘭縣獲得13面金牌、18面銀牌及5面銅牌，在全國22個縣市參賽隊伍中排名第8名，獎牌總數共有73面，全國排名第9名。
- 2017年中華民國全國運動會承辦縣市。

## 交通

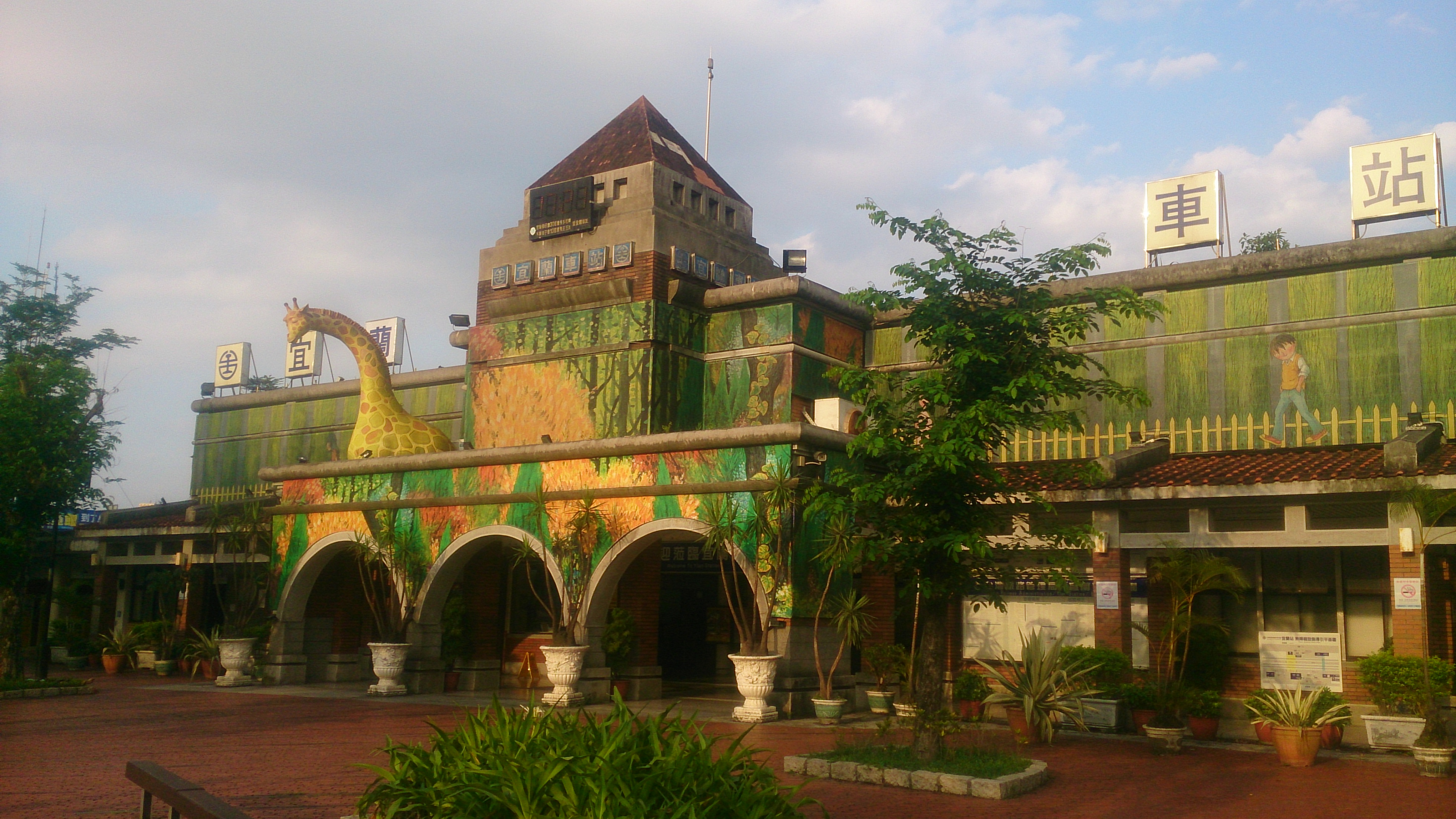
宜蘭車站

### 鐵路
台灣鐵路
- 宜蘭線、北迴線

羅東森林鐵路
- 1979年結束營運。

北宜高鐵
- 北宜直鐵議題已討論十多年，但仍在進行評估，且也將高鐵延伸到宜蘭納入評估。高鐵北延宜蘭初步規畫，從南港到宜蘭市近50公里路程，列車行駛時間只要13分鐘，總經費初估約1700-1800億元。

### 公路
| 國道 - 蔣渭水高速公路 - 雪山隧道 - 30 頭城頭城交流道 - 38 宜蘭宜蘭交流道 - 46 羅東羅東交流道 - 54 蘇澳蘇澳交流道 - 蘇澳服務區 省道 - 台2線：北部濱海公路 - 台2戊線 - 台2庚線 - 台7線：北部橫貫公路 - 台7甲線 - 台7丙線 - 台7丁線 - 台9線：北宜公路、蘇花改 - 台9丁線：舊蘇花公路 | 縣道 - 縣道190號 - 縣道191號：國道五號側車道 - 縣道191甲線 - 縣道191乙線 - 縣道192號 - 縣道192甲線 - 縣道196號：羅三公路 - 縣道196甲線 鄉道 |

### 國道客運
- 國光客運
  - 1877：圓山轉運站－中山高－南港轉運站－環東大道－北二高－北宜高－頭城－烏石港
  - 1878：圓山轉運站－中山高－南港轉運站－環東大道－北二高－北宜高－宜蘭
  - 1879：圓山轉運站－中山高－南港轉運站－環東大道－北二高－北宜高－羅東－冬山－蘇澳－南方澳（全程車）
  - 1879：圓山轉運站－中山高－南港轉運站－環東大道－北二高－北宜高－羅東（直達車）

- 首都客運
  - 1570：市府轉運站－北二高－北宜高－羅東轉運站（直達車）
  - 1571：市府轉運站－二高－北宜高－宜蘭轉運站（直達車）
  - 1572：市府轉運站－北二高－北宜高－礁溪轉運站－宜蘭轉運站－羅東轉運站（全程車）
  - 1572：市府轉運站－北二高－北宜高－礁溪轉運站（區間車）

- 國光客運、首都客運聯營路線
  - 1880：基隆轉運站－中山高－汐止－北二高－北宜高－頭城交流道－礁溪轉運站

- 葛瑪蘭客運
  - 1915A：羅東轉運站－宜蘭轉運站－礁溪轉運站－北宜高－北二高－台北車站－板橋轉運站（經環東大道全程車）
  - '1915B：礁溪轉運站－北宜高－北二高－科技大樓－台北車站－板橋轉運站（區間車）
  - 1915C：羅東轉運站－宜蘭轉運站－礁溪轉運站－北宜高－石碇－深坑－－科技大樓－台北車站－板橋轉運站（經縣道文山路全程車）
  - 1916：宜蘭轉運站－北宜高－北二高－科技大樓－台北車站－板橋轉運站
  - 1917A：羅東轉運站－北宜高－北二高－－科技大樓－台北車站－板橋轉運站（直達車）
  - 1917B：羅東轉運站－北宜高－北二高－台北車站－板橋轉運站（經環東大道直達車）
  - 1918：板橋轉運站－南港轉運站－北二高－北宜高－礁溪轉運站－蘇花改－花蓮轉運站（例假日行駛）

- 大都會客運、台北客運聯營路線
  - 9028：新店－北二高－北宜高－羅東（直達車）
  - 9028：新店－北二高－北宜高－北宜高－羅東－冬山－蘇澳（全程車）
  - 9028：新店－北二高－北宜高－坪林－北宜高－羅東－冬山－蘇澳（全程車經坪林）

- 統聯客運
  - 1661：羅東轉運站－宜蘭轉運站－礁溪轉運站－北宜高－北二高－機場系統交流道桃園國際機場第二航廈－桃園國際機場第一航廈
  - 1665：新店－公館－國三甲－北二高－北宜高－礁溪轉運站－宜蘭轉運站
  - 1665A：新店－公館－國三甲－北二高－北宜高－宜蘭轉運站

## 旅遊
- 寺廟
  - 道教總廟三清宮
  - 草湖玉尊宮
  - 南方澳南天宮
  - 礁溪協天廟
  - 礁溪德陽宮
  - 宜蘭昭應宮
  - 番社同安廟
  - 過嶺保安宮
  - 草嶺慶雲宮
  - 頭城開成寺
  - 頭城慶元宮
  - 外澳接天宮
  - 四結福德廟
  - 羅東震安宮
  - 羅東爐源寺
  - 三星甘泉寺
  - 宜蘭碧霞宮
  - 頭城石觀音寺
  - 利澤簡永安宮
  - 李氏家廟敦本堂
- 森林遊樂區
  - 棲蘭森林遊樂區
  - 明池森林遊樂區
  - 太平山森林遊樂區
    - 三疊瀑布
    - 三疊瀑布步道
    - 茂興懷舊步道
    - 翠峰湖環山步道
- 草嶺古道
- 九寮溪步道
- 朝陽國家步道
- 新寮瀑布
- 猴洞坑瀑布
- 五峰旗瀑布
- 雙連埤
- 福山植物園
- 溫泉、冷泉
  - 礁溪溫泉
  - 鳩之澤溫泉
  - 蘇澳冷泉
- 龜山島、賞鯨
  - 烏石漁港
  - 南方澳漁港
- 清水地熱
- 蘇澳海岸保護區
- 蘇澳古炮台
- 羅東運動公園
- 冬山河親水公園
- 羅東林業文化園區
- 冬山河生態綠舟
- 幾米廣場
- 國立傳統藝術中心
- 礁溪湯圍溝公園
- 無尾港水鳥保護區
- 哈盆自然保留區
- 南澳自然保護區
- 宜蘭國際童玩節：在國民黨前宜蘭縣長呂國華執政時，宜蘭縣政府為節省經費，因而一度改為宜蘭國際蘭雨節[29]，2020年由於受到2019冠狀病毒病影響而停辦。
- 宜蘭綠色博覽會：2020年由於受到2019冠狀病毒病影響而停辦。
- 蜜月灣、鶯石尖及烏石漁港：北臺灣衝浪聖地之一。
- 頭城農場
- 北關
  - 北關農場
  - 海潮公園
  - 螃蟹博物館
- 澳花瀑布
- 松羅湖（十七歲之湖）
- 龍潭湖
- 松羅國家步道
- 南湖大山
- 砲台山風景區
- 壯圍沙丘旅遊服務園區
- 聖母山莊國家步道：抹茶山
- 頭城濱海森林公園

## 文化

### 語言
- 宜蘭腔台語
- 客家語
- 泰雅語
- 噶瑪蘭語

### 特產與小吃
- 蜜餞：除金棗以外，還有以梅、李、芒果、水蜜桃等果物醃製而成。
- 牛舌餅：以麵粉、糖、蜜烘培成的傳統宜蘭風味薄餅，形狀像牛的舌頭而得名。目前有商家變化出抹茶、咖啡、乳酪等口味。牛舌餅的典故，一說為昔時嬰兒出生滿四個月，父母必遵古禮將此餅穿孔掛於嬰兒胸前宴請來訪親友，藉此保佑孩童此後聰明伶俐；自古言傳迄今而成蘭陽名餅，因其形狀似牛舌故名牛舌餅。
- 鴨賞：全鴨送進木製烤箱，先以木炭烘乾約二、三個小時。再將甘蔗直接蓋在木炭上面，使甘蔗緩緩燃燒。利用甘蔗的糖分燻烤，讓甜味慢慢浸入，再二、三小時後，鴨肉呈焦黃色後，即完成可以包裝出售。
- 膽肝：即鹹豬肝，分為柴肝（褐色，堅硬而味重）和粉肝（粉色，柔軟而味淡）兩種。
- 彈珠汽水。
- 金棗與金桔：兩種柑橘類植物的果實。金棗常製為蜜餞或者沖茶。金桔常與檸檬合製為綜合果汁。
- 三星鄉的青蔥（宜蘭蔥就算是生蔥亦無腥辣口感，廣受好評，又以三星蔥較知名）、白蒜、上將梨（即高接梨，因地名與上將的軍階相同而得名）。
- 礁溪鄉的溫泉番茄、溫泉空心菜。
- 花生捲冰淇淋：將一大方塊的花生糖以刨刀刨出碎末，與冰淇淋、香菜一同包在春捲皮的特色食品。
- 糕渣：以豬肉、雞肉、蝦仁等材料熬製五、六小時而成的高湯，冷卻凝固後切塊，再裹粉油炸，外形金黃色似炸豆腐。由於外面溫度不高，溫溫的，而內裡卻是燙口濃稠的餡，被形容象徵「外冷內熱」的宜蘭人的性情。
- 卜肉：以豬里肌肉去筋及帶油部位後，切成條狀，沾上醬油、糖、蛋、太白粉、麵粉等調製成的酥炸粉下鍋油炸而成，因客家話炸發音為「po」，而有卜肉之名（為宜蘭福佬客遺留的講法）。
- 一串心：將空心的油豆腐，填入煮熟的粉腸 、香腸、豬肺或叉燒肉等主料，再搭上蒜苗、韭菜等配菜，然後再以長竹籤串起
- 粉腸：即水煙腸，搭配甜辣醬，是宜蘭人偏好的小吃。
- 肉羹：宜蘭肉羹多半為肉塊裹粉後入羹，著重於風味與口感。
- 九層炊：蒸的過程分九次倒入原料，故呈現九層片狀粘疊在一起。一半（四、五層）加糖呈咖啡色，一半為似蘿蔔糕。食用時，在鹹的一側淋上些許辣椒醬，又名千層糕。
- 芋泥：芋頭去皮切片蒸熟，壓成泥。拌以雞蛋、爆香的（豬）油、糖等，蒸熟。
- 蔥油餅：宜蘭的蔥油餅大多都採用三星蔥。
- 西魯肉：宜蘭特色臺灣餐點之一，其實是就是一種什錦羹，主要材料有肉絲、還有大白菜、香菇、紅蘿蔔、竹筍等為材料，作法是以大白菜墊底，上置蛋（油炸蛋），再淋上以肉絲、香菇、紅蘿蔔等材料做成的勾芡就完成。
- 沙地花生、沙地菜頭、哈密瓜：壯圍鄉特色農產，以壯圍鄉新南村最為盛產此三種農產品。
- 員山魚丸米粉：在米粉湯中加入黑鯊魚和旗魚肉製成的魚丸，以及油豆腐，並灑上油蔥提味。

### 文學
在文學史及相關論述方面，縣籍作家及境內的民間文學作品，已經有幾本出版，有：
- 宋隆全/著，《文學對話錄：與蘭陽作家有約》上、下冊，宜縣文化，1999年。
- 蘇麗春/著，《日出蘭陽：宜蘭縣籍作家身影系列》，宜縣文化，2000年。
- 宋隆全、胡萬川/編，「宜蘭縣民間文學全集」，宜縣文化，1999年。
- 文化局製作，「宜蘭縣籍作家資料庫」。

宜蘭的傳統文學、古典詩、俗語、傳統詩社等，已有多人從事研究。博碩士論文有陳麗蓮〈蘭陽地區傳統文學研究(1800~1945)〉、林麗鳳〈清代宜蘭地區古典詩研究〉、游建興〈清代噶瑪蘭地區的漢人文學發展〉、賴紀穎〈宜蘭地區俗語研究〉、張宏誠〈台灣解嚴後縣市文學獎研究(1987~2010)〉、鍾宜芬	
〈日據時期（1895─1945）宜蘭地區地景詩作研究〉等；期刊論文有[詩雲〈番人、雨水、桃花源─試論清代宜蘭古典詩歌的取向與特色〉、陳麗蓮〈蘭陽地區日治時期(1895~1945)傳統詩社探析〉等。
在民間文學的編采方面，邱阿塗編輯的《蘭陽兒童詩選》收錄「民國五十九年以來各國小兒童參加全縣蘭縣北區南區童詩比賽、或研習優選、及參加全國、全省徵詩入選優秀作品，中廣宜蘭台、正聲廣播電台入選廣播之優秀作品」。
在宜蘭縣出生的作家、文學評論者，有：呂應鐘、苦苓（本名王裕仁）、秦賢次、幾米（本名廖福彬）。
曾被文化局出版過作品的主要作家有吳淡如、李潼、林煥彰及黃春明等。其他的縣籍主要作家有邱坤良、黃國峻等。
文化局舉辦的文學活動有：
- 「蘭陽文學獎」的徵文活動、頒獎及得獎作品的出版。
- 舉辦「宜蘭研究」的學術研討會。

推廣、贊助文學活動的基金會有「仰山文教基金會」；地方性的文學團體則有宜蘭歪仔歪詩社、「宜蘭仰山吟社」、林煥彰等八位詩人成立的「蘭陽‧小詩磨坊」詩會，推廣六行以內的小詩。

### 博物館
位在宜蘭縣境內，被中華民國博物館學會列入2004年9月版《台灣博物館名錄》的博物館有甲子蘭酒文物館、宜蘭設治紀念館、宜蘭縣史館、楊士芳紀念林園、冬山風箏館及蘭陽博物館等等。

### 有形文化資產
2012年2月13日為止，宜蘭縣文化局及改制前的宜蘭縣立文化中心，已經調查研究並且出版成果的有形文化資產有：
- 古蹟、歷史建築、聚落：
  - 宜蘭大竹圍遺址
  - 蘇花古宜蘭段

- 文化景觀：
  - 頭城鎮文化史蹟

### 無形文化資產
至2012年2月13日為止，宜蘭縣文化局及改制前的宜蘭縣立文化中心，已經調查研究並且出版成果的無形文化資產有：
- 民俗及有關文物：
  - 宜蘭的民間文學
  - 宜蘭歌仔戲[33]

- 古物
  - 宜蘭古文書

### 文化活動
- 春 宜蘭綠色博覽會，每年3月底~5月中。
- 夏 宜蘭國際童玩節，每年7月初~8月底。

- 都市建築：
  - 迷走建築

## 外部連結
- 宜蘭縣政府（页面存档备份，存于）
- YouTube上的宜蘭縣政府頻道
- YouTube上的宜蘭縣政府頻道
- 宜蘭縣政府衛生局的Facebook專頁